# Eggstone
Eggstone est un groupe de pop musique originaire de Suède et formé en 1986. Les trois membres - Per Sunding (chant, basse), Patrik Bartosch (guitare) et Maurits Carlsson (batterie) - ont grandi dans la petite ville côtière de Lomma, près de Malmö. En 1991, ils fondèrent les studios Tambourine à Malmö avec deux amis, Anders Nordgren et le producteur Tore Johansson.
Leur premier album Eggstone In San Diego est sorti en 1992, suivi de Somersault deux ans plus tard. Au début de l'année 1997, ils publièrent leur troisième opus, intitulé Vive La Différence!, chez Vibrafon, leur propre label. En 1998 et 1999, sortent deux compilations, la première, Spanish Slalom, sur le label madrilène Siesta Records et la seconde, Ca Chauffe en Suède!, chez Tricatel, le label français de Bertrand Burgalat.
Les chansons d'Eggstone, légères et très pop en surface, sont en fait très subtiles aussi bien dans leur construction que dans leur exécution. Étranges variations de tempo et ruptures harmoniques sont souvent de mise, toujours en conservant une forme impeccable et séduisante pour une oreille non avertie. Ils sont tous les trois d'excellents musiciens, en particulier Patrik Bartosch, qui a développé un jeu de guitare bien à lui, à la fois faux-naïf et virtuose. Un quatrième album a été en préparation à la fin des années 90, avec quelques sessions d'enregistrements dans les studios de Tricatel.
Leur travail, très sous-estimé et confidentiel, a cependant largement inspiré des groupes suédois qui ont connu un succès international, comme Cinnamon ou The Cardigans.

## Membres
- Patrik Bartosch - guitare
- Maurits Carlsson - batterie
- Per Sunding - basse et chant

## Discographie

### Albums
Albums Studio
- Eggstone In San Diego (1992)
- Somersault (1994)
- Vive La Différence! (1997)

Compilations
- Spanish Slalom (1998)
- Ça chauffe en Suède! (1999)

### Singles
- Bubblebed (1990)
- Shooting Time (1991)
- Eggstone At Point Loma (1992)
- Eggstone In Lemon Grove (1992)
- Water (1994)
- Summer And Looking For A Job (1996)
- Never Been A Better Day (1996)
- April And May (1997)
- Birds In Cages (1997)

## Liens
- Site officiel
- Tambourine Studios
- Eggstone sur le site Gracenote
- Biographie d'Eggstone sur le site VH1